# フィギュア

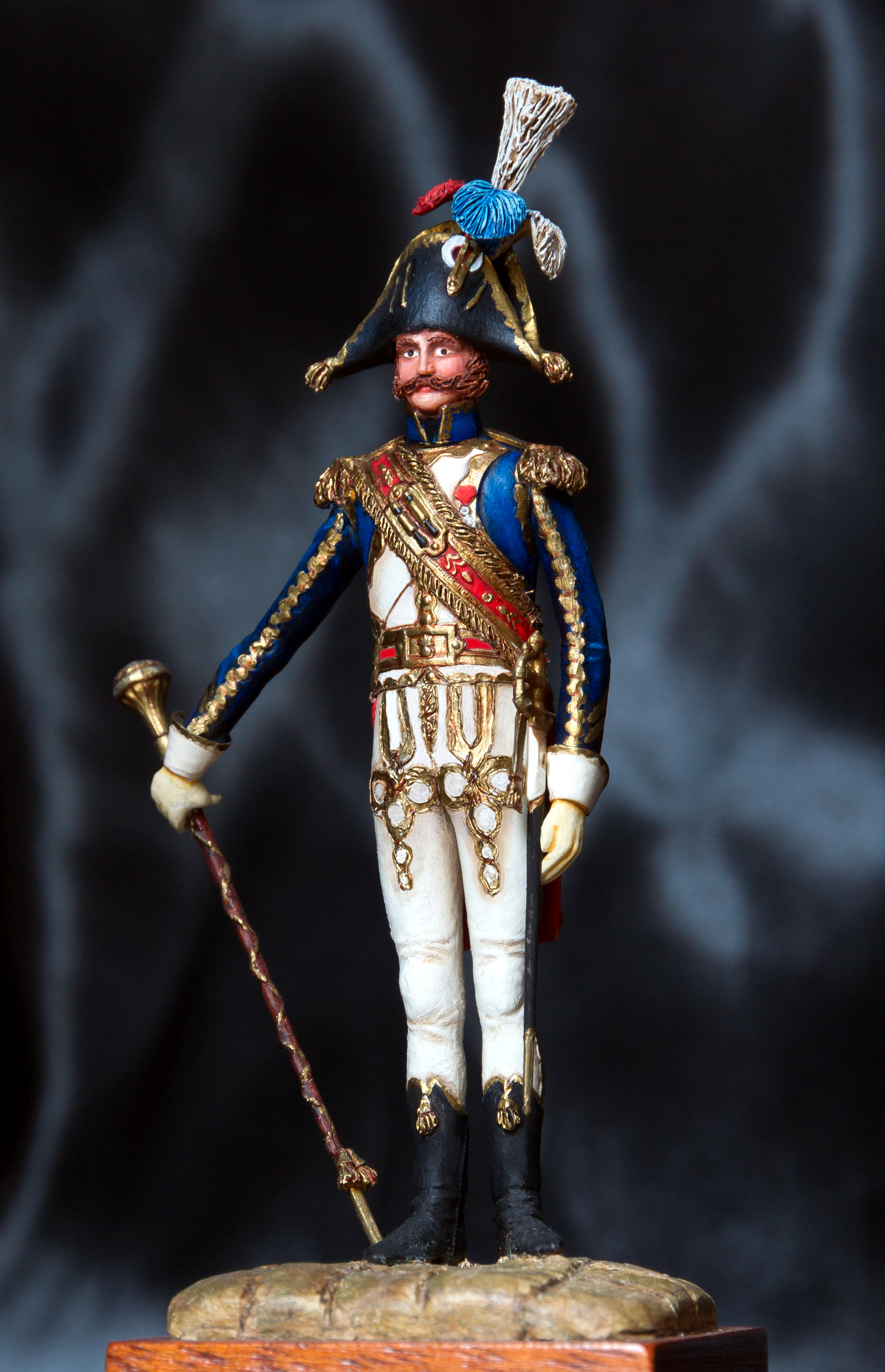
フランスの兵士 Jean Nicolas Sénot

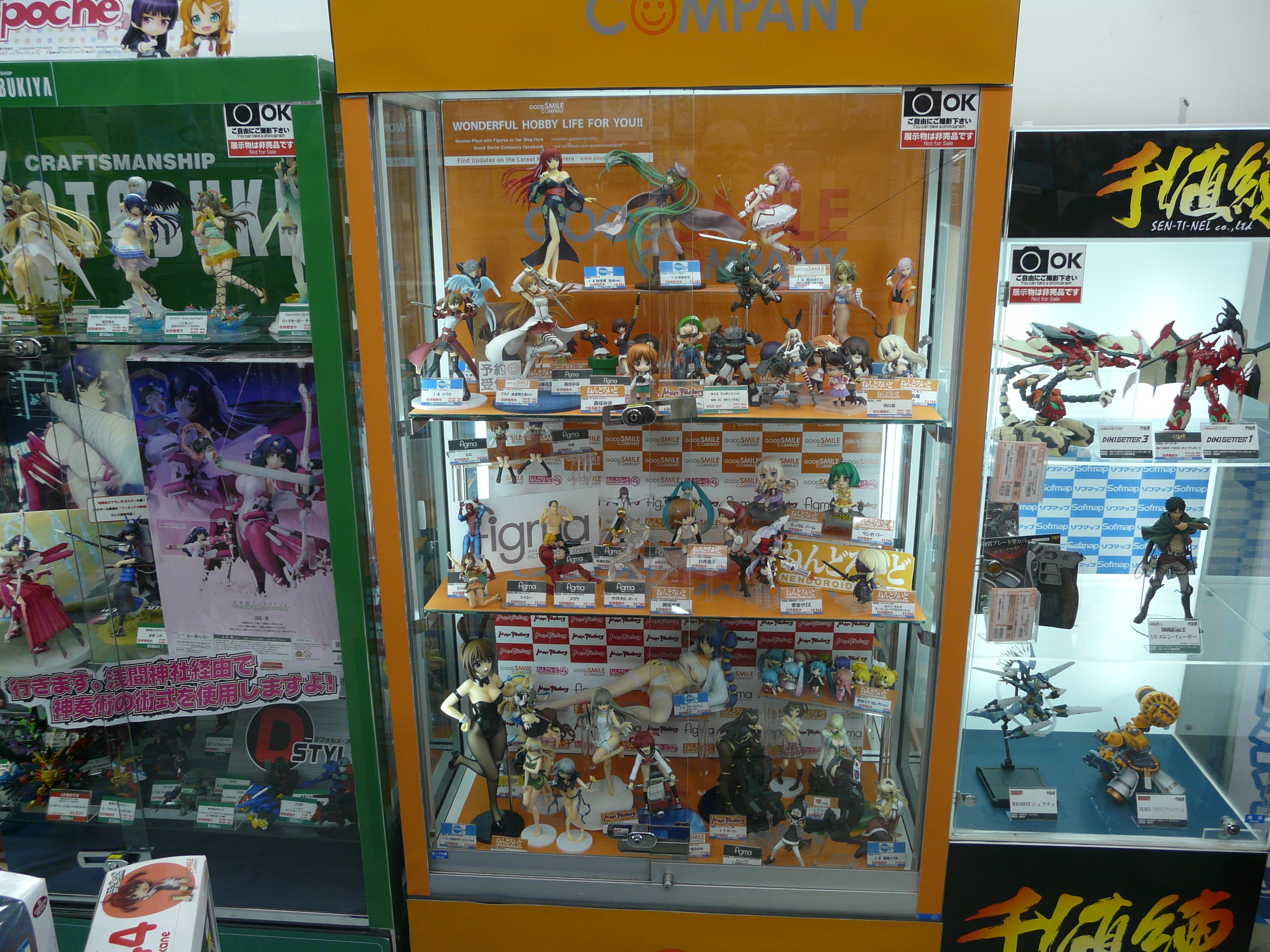
秋葉原の店舗に並ぶフィギュア

フィギュア（英語: figure）とは、図形や図案、製図すること。転じて図面から型起こしした立体物を指す。
本項では、派生した意味である人形や造形物としての用法を記載する。図形や製図、スケートで図を描く競技から発展したフィギュアスケートについては別項を参照。

## 概要
英語のfigureの語源はラテン語の"形"を意味する語であり、図形や図案、特に人のすがたかたちをうつした絵や彫刻のことである。
日本においては小さな模型の類がフィギュアと呼ばれている。英語圏においてはアクションフィギュア（action figure）、モデルフィギュア（model figure）などと呼ばれるものにあたる。
日本では食玩ブーム以降、「ミニチュア」という用語の代わりとして「フィギュア」という用語が広まった。人物のミニチュアに限らず、乗り物、建物、食べ物、植物や動物、昆虫、過去の生き物や空想の世界の物も含まれることがある。鉄道模型やミリタリーモデルなどでも用いられる。素材が安価であること、可塑性の高さと着色の容易さからプラスチックなど合成樹脂製のものが多く、材質によりポリ塩化ビニル製のものは「PVCフィギュア」、アクリル樹脂製のものは「アクリルフィギュア」などと呼ばれる。フィギュアの原型（ひな形）を制作する職業は「原型師」と呼ばれる（原型師#フィギュアの原型師を参照）。
また、3DCGで描かれたデジタルコンテンツをスマートフォンやタブレット端末で鑑賞するバーチャルフィギュア、デジタルフィギュアといったものも近年登場している。

## 種類

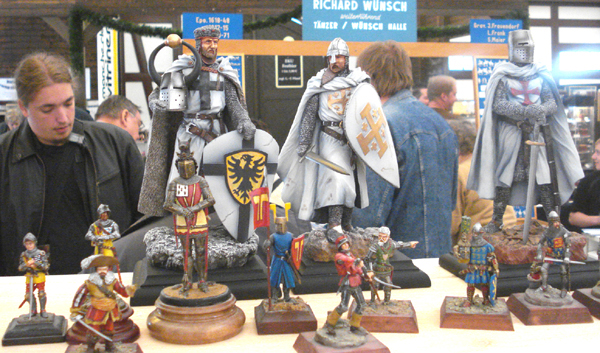
騎士のフィギュア

メタルフィギュア
金属製のフィギュアで、材質はピューター、ホワイトメタルなどの加工しやすい柔らかな合金が用いられる。ミニチュアゲームの駒として古くから使われ、TRPGにも用いられる。ミリタリーモデルのジオラマ用、単体のヴィネット用も多い。欧米では広く普及しており、古い歴史と膨大な種類がある。メタルキャストによる複製が容易であるため、ガレージキットの黎明期にはホワイトメタル製キットが一般的であった。
自販機フィギュア
模型屋や駄菓子屋の店頭に設置された、カプセルトイなどの自動販売機で販売されるフィギュア。カプセルに単体で封入されている。かつての素材は「消しゴム」と称された単色のゴム製のもの（怪獣消しゴム、キン消しなど）で、デフォルメされたものが多かった。近年は彩色済みで硬質の合成樹脂を用いた細密成型のものが主流である。自動販売機以外にもコンビニエンスストアなどの店頭で販売されることもある。
食玩フィギュア
食品付き玩具（食玩）の中でキャラクターフィギュアが付属しているもの。日本では海洋堂の食玩から始まったフィギュアブームにより、動物や家具、食器などのミニチュアや鉄道模型、あるいは戦車や戦闘機などミリタリーモデルのカテゴリーに含まれるものまでも、一括してフィギュアと呼ばれるようになった。また一部の食玩では、背景や複数の登場人物を組み合わせたジオラマ風のものも登場しているが、これは本来「ジオラマ」もしくは「ヴィネット」と呼ばれるものである。
プライズフィギュア
ゲームセンターのプライズゲーム（クレーンゲームが主流）や一番くじなどの景品。プライズ品とも呼ばれる。ここでは人形について記述する。主流は射出成形によるPVC製のムクで塗装済みの完成品もしくは半組立品である（これらの特徴は市販品も同じ）。1970年代末に端を発し1980年代に隆盛を極めた、組立てや塗装にある程度の技能を必要とし面倒な手間の掛かるウレタン樹脂製やソフトビニール製フィギュアなどのガレージキットが衰退した後、1990年代後半から興隆し普及し始めた比較的新しい分野である。一般にノンスケールでありスケールの表記はされていない。原型は日本で作られ、主に中国で大量生産される。初期には「安かろう悪かろう」の代名詞的存在であったが、2000年代後期以降、その造形や塗装などの品質が急激に向上しており、市販品との差を縮めている。これには中国側の熟練や技術力の向上だけでなく、2000年代後半以降の円高による実質的な開発・製造予算の増額が関係している。2005年以来毎年、年4回（2月・5月・9月・11月）、プライズ品製造会社各社による見本展示会「プライズフェア」が開催されている。
アクションフィギュア
かつての人形玩具では、成形の都合上でのパーツ分割部分のみで可動が可能となるものが多かったが、1964年のG.I.ジョーの登場以降、人間に準じたより多くの関節をプレイバリューとして積極的に人形に再現する事が、主に男児向け玩具において定着した。この経過で、G.I.ジョーのスタッフによって考案されたアクションフィギュアの呼称も一般化した。日本では、特に関節の自由度を強調したい製品の場合に、フルアクションフィギュアと呼称することもある。
ソフトビニール人形
ソフトビニール人形とはポリ塩化ビニル（塩ビ、PVC）を型抜きして中空成型したパーツを組み立てた、完成品のフィギュア。軟質素材であるためソフトビニールと呼ばれ、さらに略して「ソフビ」とも呼ばれる。児童向けの玩具では女児向けの人形の素材として古くから存在していたが、マルサン商店がゴジラやウルトラQの怪獣を商品化してヒットしたことからキャラクターのソフトビニール人形が広く作られるようになった。パーツを組み合わせた部分は「間着（嵌着）」と呼ばれ、その接合面で可動するため、アクションフィギュアほどではないがある程度可動し、丈夫で水遊びにも使えるなど児童の玩具に適していた。一方で成型の都合上、細かいパーツの再現が難しい。
ドール
西ヨーロッパ圏、特にヨーロッパにおける愛玩用もしくは玩具としての人形が「ドール」と呼称され、また、ドールハウスなど実際に人形が存在しなくとも「ドール」という呼称が使用される場合もある。日本においても古くから存在する一般的な呼称である。
近年、高年齢層のフィギュアユーザーの増加にともない、従来のような男子玩具・女子玩具の区別による対象ユーザーの区分けが実態にそぐわなくなった結果、新たな区分けのための使用例が見られるようになった。具体的には、玩具業界において一世を風靡した「アクションフィギュア」と区別するための呼称としての「ドール」であり、日本では、主に頭髪が植毛されている、可動部分を持つ、衣装の着せ替えを行えるといった特徴を持つ、スーパードルフィーをはじめとするフィギュアや人形の総称として「ドール」が使用される。また、リカちゃん、ジェニーなどの女児向け玩具も含めた着せ替え人形も含めて「ドール」とする例もある。
ガレージキット
アマチュアもしくはセミ・プロモデラーによって作られた、大量生産が難しい技法で生産されたキットを言う。フィギュアはその製作方法により容易にガレージキットへと転化できるため、複製品として流通することが多いが、複製をしないワンオフ物も存在する。しかし昨今はガレージキットも製作技術の進歩、素材の改良、大手の参入などがあり、1,000個単位の流通も珍しくはなくなっている。詳細はガレージキットの記事を参照。
アクリルフィギュア
透明なアクリル樹脂製の板にキャラクターのイラストや芸能人の写真を印刷したもの。立てて飾れるように成形された製品は「アクリルスタンド」と呼ばれ、同様の製品であるアクリルキーホルダーとともに「アクスタ」「アクキー」と略称される。本来の「フィギュア」のような立体形状を再現したものではないが、「フィギュア」の用法が拡大されたものである。

## メーカー・レーベル
フィギュアの生産は大手企業や個人メーカーなどさまざまなところで行われている。日本では2000年代初頭に海洋堂がチョコエッグで大きなブームを巻き起こす以前は、小規模メーカー・レーベルが活発に活動していた歴史的な経緯もあり、零細メーカーやセミプロ的な活動実態のレーベル、過去に存在したものまで細かく挙げていくと際限がない。また、メーカー・レーベル間の競合の激しい業種でもある。
主なメーカー（五十音順）
- アイズプロジェクト
- 青島文化教材社
- アクアマリン
- アルター
- alphamax
- Insight
- WAVE
- ヴェルテクス（トップス）
- エンターブレイン
- オーキッドシード
- オルカトイズ
- 回天堂
- KAIYODO
- キューズQ
- Good Smile Company連合（Good Smile Company、MAX FACTORY、FREEing、ネイティブ、Gift、ファット・カンパニー、ウイング）
- グリフォンエンタープライズ
- クレイズ
- KOTOBUKIYA
- スカイチューブ
- SEGA
- ダイキ工業
- タミヤ
1/35スケールのミリタリーモデル用のフィギュアを各種展開している。
- トイズワークス（キャラアニ）
- バンダイ
ウルトラ怪獣シリーズなど、金型成型したポリ塩化ビニル素材を併用した、シャープでリアルなソフトビニール人形を展開している。
- バンプレスト
- ビート
- B'full（びーふる）
- F:NEX（フリュー）
- プライザー
鉄道模型用のフィギュアを各スケールで展開している。
- PLUM（ピーエムオフィスエー）
- ブロッコリー
- ボークス
- ムサシヤ
- メガハウス
- YAMATO
- ユージン
- レチェリー
- CAworks（キャラアニ）

## 製作方法
様々な製作手法（技法）が存在する。手法・技法は素材と密接に関わっている。多くの場合、複数の素材と技法が用いられている。例えば以下のような素材・手法である。
- ポリエステルパテ - おおまかな形を盛り付けてから、硬化後に細工を施す。
- 無発泡ポリウレタン樹脂 - おおまかなブロック状の成形物をつくってから、削り出す。
- 石粉粘土- 乾燥により硬化する粘土を用い、おおまかな形を盛り付けてから、硬化後に細工を施す。
- 焼成粘土- 加熱により硬化する粘土を用い、おおまかな形を盛り付けてから、硬化後に細工を施す。
- 繊維強化プラスチック - ガラス繊維等（の布）に合成樹脂を塗り付け、形を整え、硬化後に細工を施す。

ほとんどの場合、完成したフィギュアはそのままでは長期の保存、展示には向かない。ポリエステルパテは硬化剤との化学反応が硬化後も続くため、経時変形により収縮する。石粉粘土などは強度が不足しているため、わずかな振動で破損する可能性がある。そのため完成したフィギュアを原型とし、シリコーンゴムと無発泡ポリウレタン樹脂を用いて複製を行ない、複製したものを完成品として仕上げることが多い。
- ソフトビニール（PVC、ポリ塩化ビニル）製品の製作方法は、粘土などで原型を作り、その後、シリコーンで型取りしてからワックスの原型を作る。そこで細部を修正してから表面を硝酸銀の還元による銀鏡反応によって導電化してから銅を電鋳によって積層する。その後、加熱しワックスを溶かして取り除いてから銅の金型の薄い部分を補強する。量産時には熱硬化性の塩化ビニルのモノマー（クロロエチレン）を入れた金型を高温の油が入った釜（オイルヒーター）に湯煎のようにして加熱する。この時、温度管理と加熱時間に注意する。熱によりクロロエチレンが重合してポリ塩化ビニルになったら金型をオイルヒーターから取り出し、未反応のモノマーを戻して冷却してから金型から取り出す。加熱時間が短い方が薄いソフトビニールが出来る。このプロセスを繰り返す。

こうしたフィギュアは、高価で組み立て・塗装に技術と労力を要する事から、購入層はもっぱら一部の愛好者・モデラーに限られていたが、近年では食玩フィギュアの製造ノウハウを応用して、中国などの工場で製造・塗装された精巧で安価な完成品フィギュアが流通するようになり、模型の範疇にとどまらずキャラクター商品のひとつとして、書籍・ゲームソフト・DVDソフトなどの付録や購入特典として付属するケースも多く見られる。
なお、例外として、欧米で古くから流通するフラットフィギュアがある。これは絵を元にして石板を直接彫って鋳型とするためフィギュアの原型は存在しない。

## フィギュア関連の催事
- ワンダーフェスティバル - ガレージキットの展示即売会[10]
- トレジャーフェスタ - ガレージキット、フィギュア、ドール、中古玩具の即売、コスプレの複合イベント[11]